# Manuel de Oliveira (Leichtathlet, 1940)
Manuel Figueiredo de Oliveira (* 20. Oktober 1940 in Mangualde; † 19. Oktober 2017 in Lissabon) war ein portugiesischer Leichtathlet. Er wurde 1964 Olympiavierter im 3000-Meter-Hindernislauf.

## Karriere
Manuel de Oliveira startete bei den Olympischen Spielen in Rom und schied als Sechster seines Vorlaufs über 5000 Meter aus. Bei den Europameisterschaften 1962 in Belgrad verpasste Oliveira jeweils über 1500 Meter und 5000 Meter als Fünfter im Vorlauf aus, im 1500-Meter-Lauf stellte er dabei in 3:48,8 Minuten einen neuen Landesrekord auf. Zwei Jahre später bei den Olympischen Spielen in Tokio gewann Oliveira über die Hindernisse den ersten Vorlauf vor Iwan Bjeljajew. Im Finale steigerte sich Oliveira auf seine persönliche Bestzeit von 8:36,2 Minuten und belegte hinter Beljajew den vierten Platz. Damit erreichte er die beste olympische Platzierung eines portugiesischen Leichtathleten bis dahin, erst zwölf Jahre später gewann Carlos Lopes die erste Medaille. Bei den  Europameisterschaften 1966 in Budapest und bei den Olympischen Spielen 1968 in Mexiko-Stadt verpasste Oliveira als Sechster und Achter seines Vorlaufs jeweils den Einzug ins Finale. 
Bei einer Körpergröße von 1,71 Meter betrug Oliveiras Wettkampfgewicht 59 Kilogramm. Manuel de Oliveira starb am 19. Oktober 2017 einen Tag vor seinem 77. Geburtstag in Lissabon.

## Portugiesische Meistertitel
- 1500 Meter: 1960, 1961, 1962, 1964
- 5000 Meter: 1960, 1961, 1962, 1964, 1965
- 10.000 Meter: 1965
- 3000 Meter Hindernis: 1966

## Bestzeiten
- 5000 Meter: 13:50,8 (1968)
- 3000 Meter Hindernis: 8:36,2 Minuten (1964)